# Antônio Tomás Quartim
Antônio Tomás Quartim (Antônio (português brasileiro) ou António (português europeu); Quartim ou Quartin), primeiro e único Barão de Quartim comC (Cantagalo, 2 de novembro de 1854 — Rio de Janeiro, 26 de agosto de 1923), foi um político e negociante luso-brasileiro.

## Biografia
Era filho de Antônio Tomás Quartin, cuja família tinha raízes italianas, gibraltinas e portuguesas, e de sua esposa Maria Vial, de ascendência suíça.
Foi vereador na antiga Câmara Municipal da Corte, membro do Conselho Administrativo da Caixa de Amortização, presidente da Caixa Econômica e Monte de Socorro e, anteriormente, ainda na administração de Joaquim Duarte Murtinho, Foi presidente interino do Banco do Brasil em setembro de 1900.
Era proprietário do edifício sito na Rua Alexandre Herculano, 25-25A, em Lisboa, o qual foi projetado por Miguel Ventura Terra e foi galardoado com prémio Valmor em 1911.
Agraciado como Oficial da Imperial Ordem da Rosa, comendador da Ordem de Cristo de Portugal, Grã-Cruz da Ordem de São Gregório Magno, de Roma, Oficial da Imperial e Real Ordem de Santo Estanislau, da Rússia, Comendador da Ordem Equestre do Santo Sepulcro de Jerusalém.
Foi casado com Maria Antônia Soares, nascida em 20 de julho de 1862 e falecida em 6 de dezembro de 1901, filha do Comendador José Pereira Soares e de Antônia Amélia Soares. Tiveram filhos:
- Maria Antonieta Quartim da Silva Costa, esposa do Dr. Otávio da Silva Costa;
- Violeta Soares Quartim;
- Alice Quartim Leitão da Cunha, casada com o Dr. Sílvio Leitão da Cunha, bacharel em Direito, neto do Barão de Mamoré;
- Armando Soares Quartim.

Faleceu aos 68 anos, após uma longa enfermidade, no Hotel dos Estrangeiros, no Rio de Janeiro. Seu corpo foi sepultado no Cemitério do Catumbi.